# 马尔科-拉姆去氧反应
马尔科-拉姆去氧反应（Markó-Lam deoxygenation），得名於以比利时化学家伊斯特万·马尔科和凯文·拉姆。，是有机物中羟基官能团转化为氢原子的方法。
此反应是布沃-布朗还原反应的变体， 并可用作经典巴顿-麦康比去氧反应的替代反应。
反应主要特点是：
- 反应时间短（介于5秒至5分钟之间）；
- 使用的甲基苯甲酸衍生物较为稳定；
- 使用SmI2/HMPA体系或电解法代替经典的三丁基氢化锡，反应后易分离。

## 反应机理
羟基被官能团化为相应的对甲基苯甲酸酯，该衍生物性质稳定，容易结晶。
然后，在SmI2/HMPA体系或电解作用下，对甲苯甲酸酯被单电子还原，产生自由基阴离子。后者继续分解，得到对甲苯甲酸盐以及相应脱氧的烷基自由基。
烷基自由基R·可从其他分子夺取氢，生成RH，也可用于其他转化。

## 变体
1、甲醇或异丙醇存在下，用于芳酯的选择性脱保护：
2、酮存在下，烯丙基衍生物与二碘化钐在巴比耶反應条件下处理，得到偶联产物：

## 应用
1、用于Trifarienol B全合成的最后一步：